# Герхардингер, Каролина
Каролина Герхардингер (известна также как Мать Мария Терезия, нем. Karolina Gerhardinger) — римско-католическая блаженная, известна как основательница  Congregatio Pauperum Sororum Scholasticarum Dominae Nostrae (Конгрегация бедных ученых сестер Богоматери) в 1833 году — религиозный институт сестёр римско-католической церкви, предназначенный для начального, среднего и высшего образования.
Каролина Герхардингер родилась 20 июня 1797 года в Штадтамхофе, ныне районе Регенсбурга, и была единственным ребенком Виллибарда и Франциски Герхардингер. Из-за секуляризации в Баварии, школа при монастыре, которую посещала Каролина, была закрыта в 1809 году. Тем не менее, по благославлению приходского священника, а позже, в 1832 году ставшего епископом Регенсбургскм, Георга Михаэля Виттмана, она стала обучать девочек уже в возрасте 12 лет. В 15 лет Каролина стала учителем младших классов в Королевской Баварской школе. В 18 лет она решила посвятить свою жизнь Богу и уйти в монастырь. Но Виттман убедил её продолжать обучение девочек.
В 1828 году баварское правительство достигло соглашения со Святым Престолом, которое позволило религиозным общинам восстанавливаться. Герхардингер решила основать собственный орден, посвященный христианскому образованию бедных детей. В магистрате Штадтамхофа ей отказали по финансовым причинам, и Каролина Герхардинге переехала в Нойнбург-форм-Вальд, где 24 октября 1833 года было основано общество Сестёр — бедных учителей. После первоначальных трудностей, уже в 1834 году Школа сестёр Богоматери получила поддержку баварского короля Людвига I, который позволил им создать собственную обитель. В 1835 году  Каролина Герхардингер приняла имя Мария-Терезия.
В 1847 году она сопровождала пятерых верующих в США, для помощи многочисленным немецким иммигрантам, которые в большом количестве поселились там, при этом  зачастую не владея английским языком. Орден получил первоначальное одобрение 21 января 1854 года и полное одобрение Папы Пия IX в 1865 году.
Мать Мария Терезия серьёзно заболела в 1877 году, а 9 мая 1879 года умерла. Похоронена при мюнхенской церкви Святого Иакова.
Процесс канонизации Каролины Герхардингер начался в 1952 году при Папе Пие XII, когда она была объявлена Слугой Божией. Папа Иоанн Павел II провозгласил ее досточтимой в 1983 году и беатифицировал 17 ноября 1985 года. 17 мая 1986 года состоялась канонизация. В 1998 году имя Каролины Герхардингер включено в германский зал славы Вальхалла.